# Jennifer Heil
Jennifer Heil   (Spruce Grove, 11 d'abril de 1983) és una esquiadora canadenca, especialista en esquí acrobàtic.
Va participar en els Jocs Olímpics d'Hivern de 2002 realitzats a Salt Lake City (Estats Units), on finalitzà en quarta posició de la prova de bamps. En els Jocs Olímpics d'Hivern de 2006 realitzats a Torí (Itàlia) aconseguí guanyar la medalla d'or en aquesta prova i en els Jocs Olímpics d'Hivern de 2010 realitzats a Vancouver (Canadà) aconseguí guanyar la primera medalla pel seu país en aquests Jocs, en aquesta ocasió la medalla de plata en la prova de bamps.
Al llarg de la seva carrera ha guanyat quatre medalles en el Campionat del Món d'esquí acrobàtic, destacant les medalles d'or aconseguides el 2007 i 2009 en la prova de bamps en paral·lels.